# Tandberg
För andra betydelser, se Tandberg (olika betydelser).

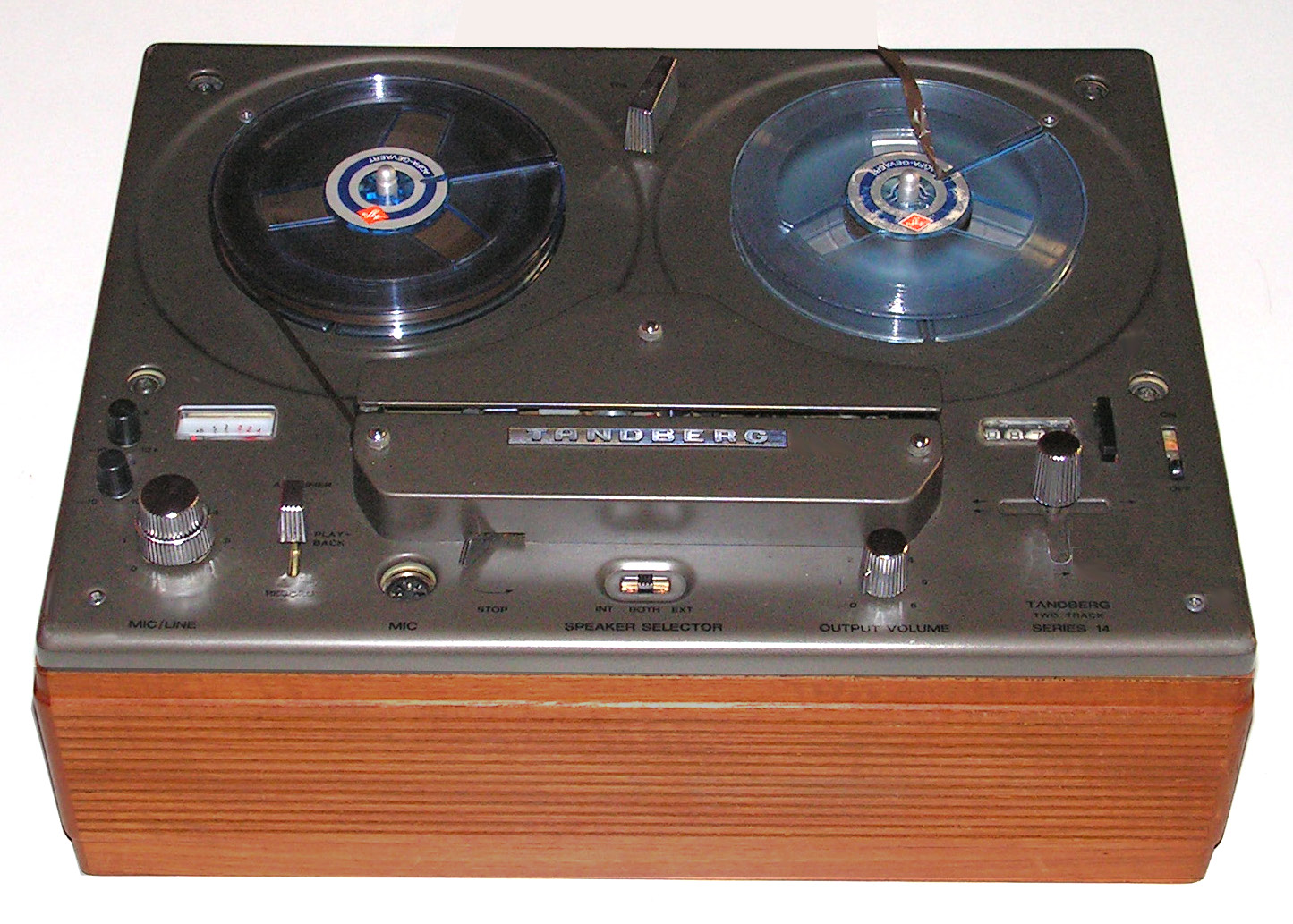
Rullbandspelare, Tandberg serie 14

Tandberg var ett norskt elektronikföretag. Det grundades 1933 av civilingenjör Vebjørn Tandberg som Tandberg Radiofabrikk. Vanliga radioapparater innehöll vid denna tid vanligen våglängdsbanden långvåg, mellanvåg och kortvåg. Speciellt för Tandbergs radioapparater var att de även hade möjlighet att ta emot fiskerivåg (1,6-4,5 MHz, 187-66,5 m). På så sätt kunde fiskarnas hustrur följa fiskefartygens radiotrafik från land.
Fabriker var bland annat Kjelsås, Notodden, Kjeller, Skullerud och Haddington (England) tillverkade radioapparater, datautrustning, språklaboratorier, TV, bandspelare och stereoutrustning. Tandberg byggde under 1950- och 1960-talen upp ett internationellt anseende inom områdena radio, TV och bandspelare. Tandberg blev känt för sina rullbandspelare med så kallad crossfield-teknik, det vill säga förmagnetisering från extra förmagnetiseringshuvud på motsatt sida om bandet. Tandberg blev också omtalat för att ägaren Vebjørn Tandberg överlät större delen av aktieinnehavet till en personalstyrd stiftelse. Radiofabriken Radionette gick upp i Tandberg 1972. Tandberg Radiofabrikk gick i konkurs i december 1978 och delades upp i nya bolag, dock inom helt andra områden såsom data- och videokommunikation.

## Dagens Tandberg

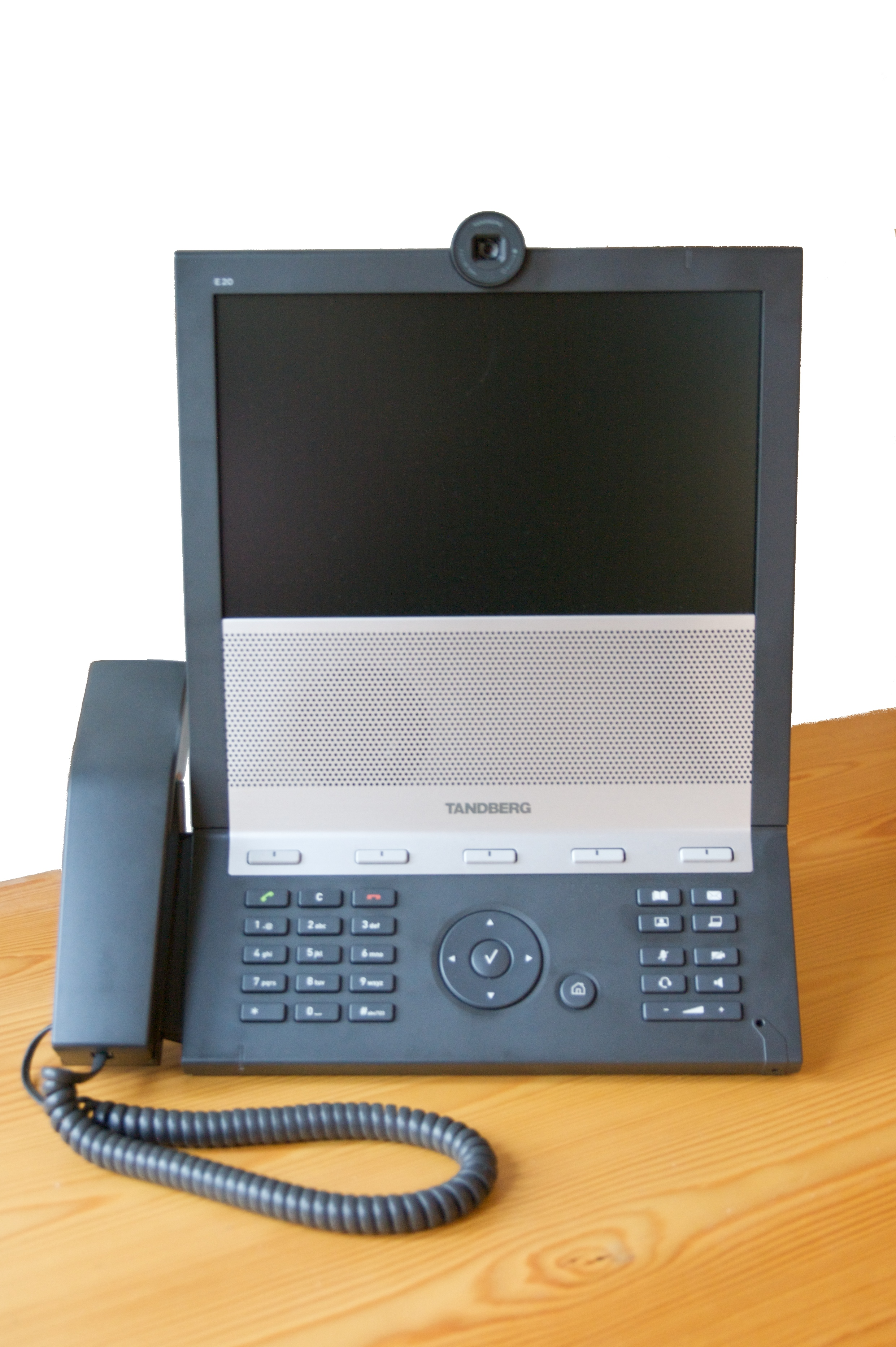
Tandberg E20, bildtelefon utvecklad av Tandberg

Dagens Tandberg har en tyngdpunkt på produkter och tjänster för videokonferenser i HD-kvalitet och mobil video och ägs numera av Cisco.  Företaget utvecklar och tillverkar system och programvara för överföring av video, röst och data och finns i fler än 90 länder. Tandberg var tidigare noterat på Oslobörsen.
Tandbergs första bildtelefon för ISDN utvecklades 1989, medan den helt integrerade bildtelefonen Vision H.320 lanserades 1993. Företagets fokus förflyttades vid den här tiden till mer avancerade videosystem såsom Grand Vision och Master Vision-serien. Nya skrivbordsbaserade videosystem började också tillverkas - Compact Vision och Vision600.
År 1999 förvärvade företaget det norska teknikföretaget Internet Technology AS vars utvecklare var bekanta med ITU H.323-standarden från olika VoIP-projekt. År 2000 anpassades hela produktportföljen för IP och under 2000-talets början växte antalet produkter kraftigt, med exempelvis flerpartsbryggor, produkter för brandväggstraversing, managementsystem och integration mot exempelvis Microsofts plattform.
I februari 2005 lanserade Tandberg SIP-mjukvara för alla sina videosystem samt genomförde omfattande uppgraderingar av sina SCCP-baserade system. Samma år förvärvades IVIGO från TNO Telecom och Ectus Ltd., ett mjukvaruutvecklingsföretag specialiserat på mjukvara för streaming och lagring. I september 2007 förvärvades Codian, en före detta konkurrent inom videoinfrastrukturutveckling.
I oktober 2008 lanserade företaget Tandberg Telepresence T3. 
På 1950-talet och 1960-talen ansågs Tandbergs bandspelare vara bland de bästa och det var som regel Tandbergbandspelare som köptes in till svenska skolor.

## Förteckning över radio, receiver och förstärkare tillverkade av Tandberg Radiofabrikk
| Produktionsår | Modell                | Typ             | Antal rör  | LV          | MV           | KV       | FM         | Mono/stereo | Högtalare  | Uteffekt      | Vikt kg | Pris  | Anmärkningar |
| ------------- | --------------------- | --------------- | ---------- | ----------- | ------------ | -------- | ---------- | ----------- | ---------- | ------------- | ------- | ----- | --- |
| 1933          | Tommeliten            | Radio           | 2          | LV          | MV           |          |            | Mono        | Inbyggd    |               |         | 99    | Batteridriven 1,5 & 15V                                                                                             |
| 1933-34       | Corona                | Radio           | 4          | 150-500 kHz | 500-1500 kHz |          |            | Mono        | Inbyggd    |               | 8       | 216   | |
|               |                       |                 |            |             |              |          |            |             |            |               |         |       | |
| 1934-35       | Huldra 1A             | Radio           | 8          | 150 -       | 500-1500 kHz |          |            | Mono        | Inbyggd    |               | 18      | 492   | |
| 1935-36       | Huldra 1B             | Radio           | 8          | 150 -       | 500-1500 kHz | 6-16 MHz |            | Mono        | Inbyggd    |               | 18      | 492   | |
| 1938-39       | Huldra 2              | Radio           | 8          | 145-370 kHz | 500-1550 kHz | 2 band   |            | Mono        | Inbyggd    |               | 22      | 493   | Även fiskeriband 1550-4500 kHz                                                                                      |
| 1941-47       | Huldra 3              | Radio           | 7          | 145-370 kHz | 500-1550 kHz | 3 band   |            | Mono        | Inbyggd    | 7,5W          | 22      | 611   | Även fiskeriband 1550-4500 kHz                                                                                      |
| 1950-55       | Huldra 4              | Receiver        | 10         | 150-370 kHz | 500-1600 kHz | 8 band   |            | Mono        | Inbyggd    |               | 21      | 980   | Även fiskeriband 1600-4500 kHz                                                                                      |
| 1956-58       | Huldra 5              | Receiver        | 10         | 150-370 kHz | 500-1600 kHz | 2 band   | FM         | Mono        | Extern     |               |         | 1100  | |
| 1961-62       | Huldra 6              | Receiver        | 8          | 150-370 kHz | 500-1600 kHz | 2 band   | FM         | Stereo      | Extern     |               |         | 975   | |
| 1963-65       | Huldra 7              | Receiver        | 10         | 150-370 kHz | 500-1600 kHz | 2 band   | FM         | Stereo      | Inbyggda   |               |         | 1160  | |
| 1964          | Huldra 7-41           | Receiver        | 10         | 150-370 kHz | 500-1600 kHz | 2 band   | FM         | Stereo      | Extern     |               |         |       | |
| 1965-68       | Huldra 8-55           | Receiver        | 5          | 150-370 kHz | 500-1600 kHz | 2 band   | FM         | Stereo      | Extern     | 20W           |         | 1375  | Även fiskeriband 1600-5900 kHz                                                                                      |
| 1966-68       | Huldra 8-56           | Receiver        | 5          | 150-370 kHz | 500-1600 kHz | 2 band   | FM         | Stereo      | Inbyggda   | 20W           |         |       | Även fiskeriband 1600-5900 kHz                                                                                      |
| 1968-71       | Huldra 9              | Receiver        | 3 t. radio | 150-300 kHz | 518-1600 kHz | 2 band   | 5 snabbval | Stereo      | Extern     | 2x15W / 2x25W | 9       | 2000  | Även fiskeriband 1600-4500 kHz. Radio del rörbestycckad. I övrigt transistoriserad.                                 |
| 1972-77       | Huldra 10             | Receiver        | T          | 150-268 kHz | 518-1600 kHz | 3 band   | 4 snabbval | Stereo      | Extern     | 2x25W / 2x35W | 8       | 3300  | |
| 1977-78       | Huldra 11             | Receiver        | T          | 150-268 kHz | 518-1600 kHz | 3 band   | 3 snabbval | Stereo      | Extern     | 2x40W         | 9       | 3690  | |
| 1978-83       | Huldra 12             | Receiver        | T          | 150-268 kHz | 518-1600 kHz | 3 band   | 3 snabbval | Stereo      | Extern     | 2x32W         | 9       | 4500  | Även 12C med inbyggt kassettdäck.                                                                                   |
|               |                       |                 |            |             |              |          |            |             |            |               |         |       | |
| 1936-38       | Sølvsuper 1           | Radio           | 5          | 150-400 kHz | 500-1500 kHz | 1 band   |            | Mono        | Inbyggd    |               | 12      | 363   | |
| 1938-40       | Sølvsuper 2           | Radio           | 6          | 145-370 kHz | 500-1500 kHz | 1 band   |            | Mono        | Inbyggd    |               | 16      | 363   | Även fiskeriband 1550-4500 kHz                                                                                      |
| 1941-45       | Sølvsuper 3           | Radio           | 5          | 145-370 kHz | 500-1500 kHz | 1 band   |            | Mono        | Inbyggd    |               | 12      | 397   | |
| 1946-50       | Sølvsuper 4           | Receiver        | 6          | 140-370 kHz | 500-1600 kHz | 1 band   |            | Mono        | Inbyggd    |               | 13      | 458   | |
| 1951-53       | Sølvsuper 5 var2      | Receiver        | 6          | 140-370 kHz | 500-1600 kHz | 1 band   |            | Mono        | Inbyggd    |               |         | 640   | |
| 1952          | Sølvsuper 5 var1      | Receiver        | 6          | 140-370 kHz | 500-1600 kHz | 2 band   |            | Mono        | Inbyggd    |               |         | 720   | |
| 1954-57       | Sølvsuper 6           | Receiver        | 6          | 140-370 kHz | 500-1600 kHz | 2 band   |            | Mono        | Inbyggd    |               |         | 580   | |
| 1954-57       | Sølvsuper 6 de Luxe   | Receiver        | 5          | 140-370 kHz | 500-1600 kHz | 2 band   |            | Mono        | Inbyggd    |               |         | 515   | |
| 1958-61       | Sølvsuper 7 Jubileum  | Receiver        | 6          | 140-370 kHz | 500-1600 kHz | 1 band   | FM         | Mono        | Inbyggd    |               |         | 640   | |
| 1958-61       | Sølvsuper 7 de Luxe   | Receiver        | 6          | 140-370 kHz | 500-1600 kHz | 1 band   | FM         | Mono        | 3 inbyggda |               |         | 825   | |
| 1959-61       | Sølvsuper 75-20       | Receiver        | 9          | 140-370 kHz | 500-1600 kHz | 2 band   | FM         | Mono        | 2 inbyggda |               |         | 975   | |
| 1962-64       | Sølvsuper 8           | Receiver        | 6          | 140-370 kHz | 500-1600 kHz | 1 band   | FM         | Mono        | 2 inbyggda |               |         | 690   | |
| 1965-67       | Sølvsuper 9-50        | Receiver        | 6          | 140-370 kHz | 500-1600 kHz | 2 band   | FM         | Mono        | Inbyggd    |               |         | 750   | Förförstärkare för FM transistoriserad. Modell 9-51 med 2 inbyggda högtalare.                                       |
| 1967-70       | Sølvsuper 10-70/71/72 | Receiver        | 4          | 150-350 kHz | 518-1600 kHz | 2 band   | FM         | Stereo      | Se anm.    | 2x6W          |         |       | Även fiskeriband 1600-5900 kHz. 10-70: mono med inbyggd högtalare; 1071: utan högtalare; 10-72: inbyggda högtalare. |
| 1970-75       | Sølvsuper 11-71/72    | Receiver        | T          | 150-268 kHz | 518-1600 kHz | 2 band   | FM         | Stereo      | Se anm.    | 2x15W         | 6       | 1995  | 11-71: utan högtalare; 11-72 med 2 inbyggda högtalare.                                                              |
| 1975-78       | Sølvsuper 12          | Receiver        | T          | 150-268 kHz | 518-1600 kHz | 1 band   | FM         | Stereo      | Extern     | 2x15W         | 6       | 2250  | Även modell 12C med inbyggt kassettdäck.                                                                            |
|               |                       |                 |            |             |              |          |            |             |            |               |         |       | |
| 1936          | Batterisuper 1        | Radio           | 6          | 150-400 kHz | 500-1500 kHz | 1 band   |            | Mono        | Inbyggd    |               | 16      | 333   | 120/2 V |
| 1937          | Batterisuper 2        | Radio           | 6          | 150-400 kHz | 500-1500 kHz | 1 band   |            | Mono        | Inbyggd    |               | 16      | 353   | |
| 1938          | Batterisuper 3        | Radio           | 6          | 150-400 kHz | 500-1500 kHz | 1 band   |            | Mono        | Inbyggd    |               | 16      | 355   | Även fiskeriband 1500-4300 kHz                                                                                      |
| 1939-40       | Batterisuper 4        | Radio           | 6          | 150-400 kHz | 500-1500 kHz | 2 band   |            | Mono        | Inbyggd    |               |         | 354   | |
| 1949-53       | Batterisuper 5        | Receiver        | 6          | 140-370 kHz | 500-1600 kHz | 1 band   |            | Mono        | Inbyggd    |               |         | 468   | Även fiskeriband 1500-4500 kHz                                                                                      |
|               |                       |                 |            |             |              |          |            |             |            |               |         |       | |
| 1969-71       | Hi-Fi FM              | Receiver        | T          |             |              |          | 5 snabbval | Stereo      | Extern     | 2x15W         |         | 1245  | |
| 1972-75       | TR-200                | Receiver        | T          |             |              |          | 5 snabbval | Stereo      | Extern     | 2x20W         | 5       | 2375  | TR-200 Compact med skivspelare.                                                                                     |
| 1975-78       | TR-220                | Receiver        | T          |             |              |          | 4 snabbval | Stereo      | Extern     | 2x20W         | 7       | 2250  | |
| 1975-77       | TR-220 G/GC           | Receiver        | T          |             |              |          | 4 snabbval | Stereo      | Extern     | 2x20W         | 11      | 3330* | *G med skivspelare och GC med skivspelare och kassettdäck.                                                          |
|               |                       |                 |            |             |              |          |            |             |            |               |         |       | |
| 1972-75       | TR-1000               | Receiver        | T          |             |              |          | 6 snabbval | Stereo      | Extern     | 2x50W         | 9       | 2895  | |
| 1972-75       | TR-1010               | Receiver        | T          |             | 518-1600 kHz |          | 6 snabbval | Stereo      | Extern     | 2x50W         | 9       | 2995  | |
| 1974-75       | TR-1040A              | Receiver        | T          |             | 518-1600 kHz |          | FM         | Stereo      | Extern     | 2x60W         | 9       | 3450  | |
| 1974-76       | TR-1040P              | Receiver        | T          |             |              |          | 5 snabbval | Stereo      | Extern     | 2x60W         | 9       | 3450  | |
| 1975-76       | TR-1055               | Receiver        | T          |             | 518-1600 kHz |          | FM         | Stereo      | Extern     | 2x55W         | 10      | 3950  | |
|               |                       |                 |            |             |              |          |            |             |            |               |         |       | |
| 1975-77       | TR-2075               | Receiver        | T          |             | 518-1600 kHz |          | 4 snabbval | Stereo      | Extern     | 2x100W        | 13      | 5700  | |
| 1976-78       | TR-2025               | Receiver        | T          |             |              |          | 5 snabbval | Stereo      | Extern     | 2x40W         | 8       | 3200  | TR-2025L och TR2025MB med AM-mottagning.                                                                            |
| 1976-78       | TR-2055               | Receiver        | T          |             |              |          | FM         | Stereo      | Extern     | 2x80W         | 13      | 5000  | |
|               |                       |                 |            |             |              |          |            |             |            |               |         |       | |
| 1977-78       | TR-2075 MkII          | Receiver        | T          |             | 518-1600 kHz |          | 4 snabbval | Stereo      | Extern     | 2x125W        | 13      |       | |
| 1977-78       | TR-2040               | Receiver        | T          |             |              |          | 5 snabbval | Stereo      | Extern     | 2x40W         | 10      | 4000  | |
|               |                       |                 |            |             |              |          |            |             |            |               |         |       | |
| 1978          | TR-2030               | Receiver        | T          |             |              |          | 5 snabbval | Stereo      | Extern     | 2x30W         | 8       | 3500  | TR-2030L med AM-mottagning.                                                                                         |
| 1978          | TR-2045               | Receiver        | T          |             |              |          | 5 snabbval | Stereo      | Extern     | 2x45W         | 10      | 4500  | |
| 1978          | TR-2060               | Receiver        | T          | 150-268 kHz | 518-1600 kHz |          | 4 snabbval | Stereo      | Extern     | 2x60W         | 10      | 5490  | |
| 1978          | TR-2080               | Receiver        | T          | 150-268 kHz | 518-1600 kHz |          | 4 snabbval | Stereo      | Extern     | 2x125W        | 13      | 7500  | |
|               |                       |                 |            |             |              |          |            |             |            |               |         |       | |
| 1972-76       | TA-300                | Förstärkare     |            |             |              |          |            | Stereo      | Extern     | 2x25W         | 5       | 1595  | TA-300M har även ingång för mikrofon.                                                                               |
|               |                       |                 |            |             |              |          |            |             |            |               |         |       | |
| 1963-64       | TTR-1                 | Transistorradio | T          | 145-320 kHz | 518-1600 kHz | 1 band   |            | Mono        | Inbyggd    |               | 3       | 595   | Även fiskeriband 1600-5200 kHz                                                                                      |
| 1964-65       | TP-2                  | Portable Radio  | T          | 145-320 kHz | 518-1600 kHz | 1 band   | FM         | Mono        | Inbyggd    |               | 3       |       | |
| 1966-69       | TP-3-1                | Portable Radio  | T          | 145-320 kHz | 518-1600 kHz | 1 band   | FM         | Mono        | Inbyggd    |               | 2       | 598   | 9V batteridrift. Därtill Modell 3-3 utan kortvåg och bilanslutning.                                                 |
| 1967-75       | TP-41                 | Portable Radio  | T          | 150-268 kHz | 518-1600 kHz | 1 band   | FM         | Mono        | Inbyggd    | 1,5W          | 3       | 655   | 9V batteridrift. |
| 1975-77       | TP-43                 | Portable Radio  | T          | 150-268 kHz | 518-1600 kHz | 1 band   | FM         | Mono        | Inbyggd    |               | 2       | 1295  | 9V batteridrift. Även inbyggd nätdel.                                                                               |